# Leptothorax kaszabi
Leptothorax kaszabi är en myrart som beskrevs av Bohdan Pisarski 1969. Leptothorax kaszabi ingår i släktet smalmyror, och familjen myror. Inga underarter finns listade i Catalogue of Life.